# Hellmuth Böhlke
Hellmuth Böhlke (7 de fevereiro de 1893 - 8 de abril de 1956) foi um oficial alemão que serviu durante a Segunda Guerra Mundial. Foi condecorado com a Cruz de Cavaleiro da Cruz de Ferro.

## Carreira

### Patentes
Generalleutnant

### Condecorações
| Cruz de Ferro 2ª Classe                         |                        |
| Cruz de Ferro 1ª Classe                         |                        |
| Cruz de Cavaleiro da Cruz de Ferro              | 24 de setembro de 1942 |
| Folhas de Carvalho nº 716 25 de janeiro de 1945 |                        |